# Догматика
Догматиката (от гр. δόγμα – неизменно правило) е дял от богословието, в който се изяснява същината на християнската вяра на източноправославната, римокатолическата, Евангелската Лутеранска църква, Англиканската епископална църква и Реформираната/Презвитерианската църква. В тези църкви съществуват два вида правила: неизменни – догми, и правила, които подлежат на промяна с течение на времето – канони. Каноните са свързани с поведението на вярващите, а догмите постановяват в какво именно се вярва.
Догмите и каноните на християнската църква са постановявани и приемани през ранното средновековие (IV-VII в.) на вселенски църковни събори, на които присъстват всички патриарси, епископи и други духовни лица. В резултат на решенията на тези събори е приет догматичния „Символ на вярата“, който излага точно обекта на вяра на източноправославните и римокатолически християни. Несъгласието по една дума от този символ, т. нар. „филиокве“ filioque, става една от основните причини за разделянето на източната и западната църква, което започва през VII век и завършва през 1054 г. с окончателна схизма. Източните патриарси и папата не са намерили съгласие дали Светия Дух произлиза само от Отца, или произлиза и от Сина.